# إيران (لاعب كرة قدم)
إيران (بالبرتغالية: Iran Andrielle de Oliveira‏) هو لاعب كرة قدم برازيلي في مركز ظهير ‏، ولد في 14 يونيو 1979 في بوآ إسبرانسا ‏ في البرازيل. لعب مع بوتافوغو ريغاتاس ونادي بونتي بريتا ونادي ساو كايتانو ونادي كورينثيانز.